# Melanoleuca substrictipes
Melanoleuca substrictipes är en svampart som beskrevs av Kühner 1978. Melanoleuca substrictipes ingår i släktet Melanoleuca och familjen Tricholomataceae.   Inga underarter finns listade i Catalogue of Life.